# Морес, Евгения Николаевна
Евге́ния Никола́евна Море́с (9 [22] июня 1904, Москва — 4 сентября 1984, там же) — советская актриса театра, театральный педагог. Заслуженная артистка РСФСР (1938).

## Биография
Родилась 9 (22) июня 1904 года в Москве, в доме по адресу Божедомский переулок, 29 (ныне улица Делегатская).
Гражданство СССР Евгения Морес приняла в 1923 году, до этого являясь гражданкой Французской республики.
Отец — Николай Георгиевич Морес (1882—1946) — врач. Дед Евгении Николаевны по отцу — Георгий Ипполитович Морес (1848—1911) — уроженец Франции, бухгалтер книжного магазина на Кузнецком мосту, самодеятельный актёр. В конце 1870-х годов Г. И. Морес приехал в Россию и женился на дочери московского купца.
Мать Евгении Николаевны Морес — Ольга Дмитриевна Морес, в девичестве Чумакова (1874—1959) происходила из среды московских мещан. В 1893—1908 годах — артистка балета Большого театра (корифейка, затем танцовщица). После выхода на пенсию работала до 1928 года в Московской консерватории.
В 1901 году родители актрисы вступили в церковный брак, в 1908 расстались. У актрисы была старшая сестра Елизавета (1903—1968), которая около 15 лет проработала в бухгалтерии МХТ.
В 1913 году поступила в женскую классическую гимназию, которую окончила в 1920 году (в 1918 году гимназия была преобразована в трудовую школу). Уже в школьные годы занималась актёрским мастерством в «Студии старинного водевиля» Вахтанга Мчеделова.
В 1920—1923 годах Е. Морес работала билетёром в Московской консерватории, корректором, затем журналистом в Управлении Северной железной дороги.
15 августа 1922 года поступила в школу 2 студии МХТ. В составе экзаменационной комиссии присутствовал Константин Станиславский. В 1925 году с отличием окончила школу МХАТ. Играла в спектаклях разных режиссёров, таких как Евгений Вахтангов, Илья Судаков, Михаил Кедров.
В 1922—1955 годах — в составе труппы МХАТ. Имея амплуа травести, актриса в основном играла роли детей.
В 1938 годах выезжала на гастроли в Париж вместе с труппой МХАТ. В годы Великой Отечественной войны вместе с другими актёрами давала спектакли в госпиталях для раненых воинов Красной Армии.
В 1955—1984 годах преподавала актёрское мастерство в Школе-студии МХАТ (с 1969 года — профессор).
Среди учеников актрисы — Александр Лазарев-старший, Владимир Кашпур, Вячеслав Невинный, Галина Волчек, Елена Проклова, Ирина Мирошниченко, Алла Покровская, Татьяна Лаврова, Светлана Крючкова, Владимир Кашилозов.
Актриса Татьяна Лаврова вспоминала:

Наш педагог Евгения Николаевна Морес не только нас учила профессии — она учила познавать себя, открывать то, что в тебе есть. Она нас всех научила требовательности. Она всегда говорила: «Выходя на сцену, играйте как будто в последний раз».

В 1950-е годы Е. Н. Морес принимала участие в становлении театра «Современник». Исполнила роль в его первом спектакле.
В кино не снималась. Участвовала в озвучивании мультфильмов, записях грампластинок и радиоспектаклях.
Жила с 1938 года в доме актёров МХАТ (Москва, Глинищевский переулок, 5/7, квартира 42). Многие десятилетия дружбы связывали актрису с народной артисткой РСФСР Софьей Николаевной Гаррель (1904—1991).
В КПСС не состояла. Являлась прихожанкой одного из православных храмов г.Москвы.
С весны 1984 года болела и основную часть времени проводила в больнице. Скончалась 4 сентября 1984 в Москве. Похоронена на Введенском кладбище (уч.2).

## Семья
- Первый муж (1920-е — 1930-е) — Александр Михайлович Комиссаров (1904—1975) — актёр, народный артист РСФСР, внук «водочного короля» России Петра Смирнова.
- Второй муж (1945—1955) — Владимир Владимирович Бутурлов (1915—1955) — кандидат технических наук, преподаватель МИИТ.

Детей у актрисы не было. С 1970 года проживала с семьей племянницы (дочери старшей сестры) — Евгении Николаевны Соколовой (1935—2003).

## Творчество

### Роли в театре
- 1924 — «Синяя птица» М. Метерлинка — Митиль / Неродившаяся душа / внучка Берленго
- 1925 — «Елизавета Петровна» Д. Смолина — Наталья Алексеевна
- 1927 — «Безумный день, или Женитьба Фигаро» П. Бомарше — Пастушка / Фаншетта
- 1928 — «Растратчики» В. П. Катаева — Колька
- 1929 — «Дядюшкин сон» Ф. М. Достоевского — казачок
- 1930 — «Воскресение» по роману Л. Н. Толстого — 1-й мальчик
- 1930 — «Три толстяка» Ю. К. Олеши — Суок
- 1930 — «Реклама» — помощник кинооператора
- 1931 — «Страх» А. Афиногенова — Наташа
- 1933 — «В людях» по рассказам М. Горького — Алёша Пешков
- 1934 — «Пиквикский клуб» по роману Ч. Диккенса — Малютка Бардль
- 1935 — «Платон Кречет» А. Е. Корнейчука — Майя
- 1937 — «Анна Каренина» по роману Л. Н. Толстого — Серёжа
- «Вишнёвый сад» А. П. Чехова — Аня
- 1948 — «Двенадцать месяцев» С. Я. Маршака — Дочка
- 1949 — «Домби и сын» по роману Ч. Диккенса — Мисс Токс
- 1954 — «За власть Советов» В. П. Катаева — Петя
- 1956 — «Вечно живые» В. С. Розова — Варвара Капитоновна
- «Страница жизни» В. С. Розова — Елизавета Максимовна

### Озвучивание мультфильмов
1. 1940 — Медвежонок — Медвежонок
2. 1948 — Серая Шейка — Серая Шейка
3. 1953 — Полёт на Луну — Петя
4. 1955 — Остров ошибок — Кролик
5. 1955 — Стёпа-моряк — Володя, сосед Стёпы

### Озвучивание фильмов
1. 1936 — Настоящий товарищ — все детские роли

## Признание и награды
- Заслуженная артистка РСФСР (1938)
- Медаль «За доблестный труд в Великой Отечественной войне 1941—1945 гг.» (1945)
- Медаль «В память 800-летия Москвы» (1947)
- Орден Трудового Красного Знамени (1948)